# Maracanã (ave)
Os termos maracanã, araguaí, araguari, ararinha e aruaí se referem a diversas aves psitaciformes, especialmente as dos gêneros Propyrrhura, Diopsittaca e Ara, da família dos psitacídeos.

## Etimologia
"Maracanã" se origina do tupi maraka'nã (Semelhante a um chocalho). "Araguaí" se origina do tupi arawa'i. "Ararinha" é um diminutivo de arara.
O nome maracanã foi selecionado como nome vernáculo técnico para a espécie Primolius maracana em 2021 pelo Comitê Brasileiro de Registros Ornitológicos (CBRO).

## Espécies
- Maracanã-verdadeira, Primolius maracana
- Maracanã-guaçu, Ara severa
- Maracanã-de-cara-amarela, Ara manilata
- Maracanã-de-cabeça-azul, Ara couloni
- Maracanã-de-colar, Ara auricollis
- Maracanã-nobre, Ara nobilis